# Nils Ståhle (diplomat)
Anders Nils Oscar Kåse Ståhle, född 12 juli 1901 i Helsingborgs stadsförsamling, Helsingborg, död 10 december 1994 i Engelbrekts församling, Stockholm, var en svensk diplomat och företagsledare.
Ståhle blev reservofficer 1922 och avlade juris kandidatexamen 1926. Han blev attaché vid Utrikesdepartementet 1927, i London 1927, i New York 1930, vicekonsul i New York 1931, i London 1934, förste legationssekreterare i Oslo 1936, vid Utrikesdepartementet 1938, byråchef vid Sjöfartsbyrån 1940, biträdande avdelningschef 1945, utrikesråd 1946 och envoyé 1947. Ståhle var verkställande direktör för Nobelstiftelsen 1948–1972. Han var även styrelseordförande i Svenska Esso AB 1949–1966. Ståhle är begravd på Gamla kyrkogården i Helsingborg.

## Utmärkelser
- Riddare av Vasaorden, 1943.[4]
- Riddare av Nordstjärneorden, 1944.[5]
- Kommendör av andra klassen av Nordstjärneorden, 15 november 1948.[6]
- Kommendör av första klassen av Nordstjärneorden, 23 november 1953.[7]
- Kommendör av första klassen av Vasaorden, 5 juni 1971.[8]